# 간다 소마
간다 소마(일본어: 神田 奏真, 2005년 12월 29일 ~ )는 일본의 축구 선수로 포지션은 공격수이며 현재 J1리그 가와사키 프론탈레 소속이다.

## 구단 경력
그는 2024년 J1리그의 가와사키 프론탈레에 입단했다.